# 4 боје 5 пиштоља
4 боје 5 пиштоља је позоришна представа коју је режирала Александра Марковић према адаптацији Тијане Грумић филма „Улични пси” Квентина Тарантина.
Премијерно приказивање било је 15. октобра 2015. године у омладинском позоришту ДАДОВ.
Музички део представе извели су студенти Факултета музичких уметности и ученици одсека за соло певање београдских средњих музичких школа, под диригентском палицом проф. Драгане Радаковић.
Текст комада је објављен у књизи ЕДИЦИЈА ДУХ ДАДОВА 09 Савремена српска драма за младе.

## Радња
У центру приче су четири криминалца који се не познају од раније бивају ангажовани да заједно спроведу савршено испланирану пљачку.
Наизглед савршен план ипак полази по злу и убрзо се испоставља да је један од њих четворице полицијски доушник.

## Улоге
| Лица | Глумци                |
| ---- | --------------------- |
|      | Тодор Димитријевић    |
|      | Илија Марковић        |
|      | Алекса Јовчић         |
|      | Урош Ђорговски        |
|      | Игор Илић             |
|      | Јанко Ковачевић       |
|      | Ивана Живковић        |
|      | Николина Кокунешовски |
|      | Софија Ћировић        |